# Potentilla davisii
Potentilla davisii är en rosväxtart som beskrevs av Robert Reid Mill och H. Duman. Potentilla davisii ingår i Fingerörtssläktet som ingår i familjen rosväxter. Inga underarter finns listade i Catalogue of Life.